# Mansfield (Australia)
Mansfield – miasto w Australii, w stanie Wiktoria.